# Hondori (métro d'Hiroshima)
Hondori (本通駅, Hondōri-eki) est une station de la ligne Astram du métro d'Hiroshima. Elle est située dans l'arrondissement de Naka à Hiroshima au Japon.

## Situation sur le réseau
Établie en souterrain, Hondori est la station terminus sud de la ligne Astram. Elle est située avant la station Kencho-mae, en direction du terminus nord Koiki-koen-mae.

## Histoire
La station Hondori est mise en service le 20 août 1994, lors de l'ouverture à l'exploitation de la ligne Astram.

## Services aux voyageurs

### Accès et accueil
La station est ouverte tous les jours.

### Desserte
Hondori est desservie par les rames de la ligne Astram : 
- voies 1 et 2 : direction Koiki-koen-mae

Installations et desserte
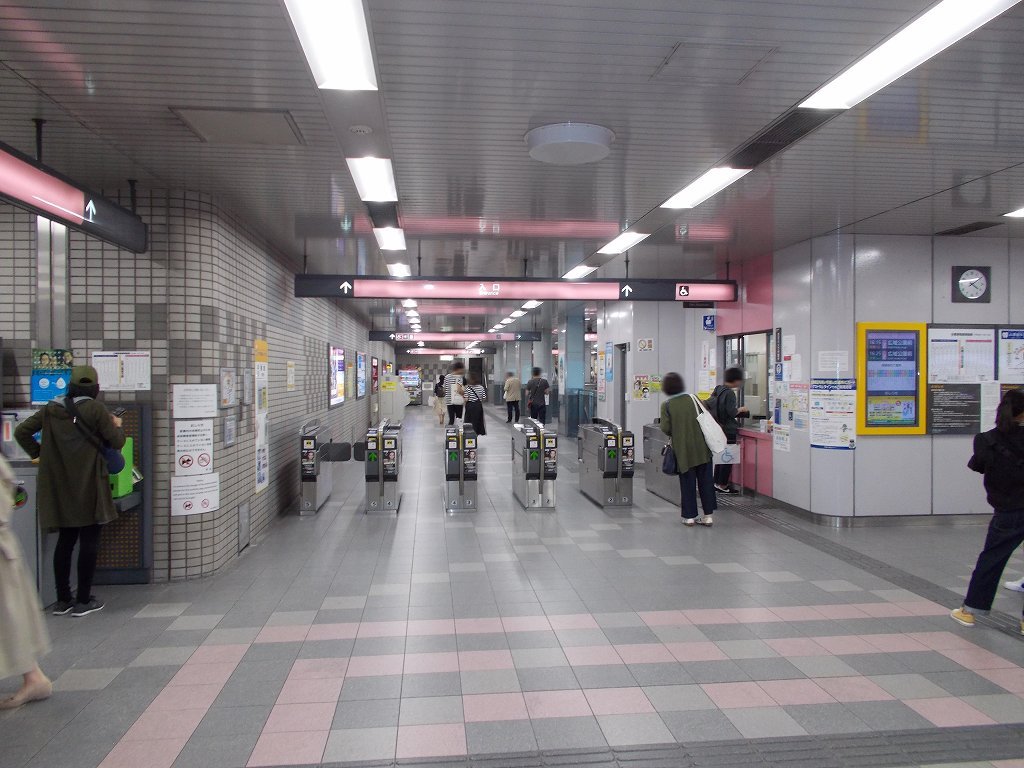
Barrière de contrôle
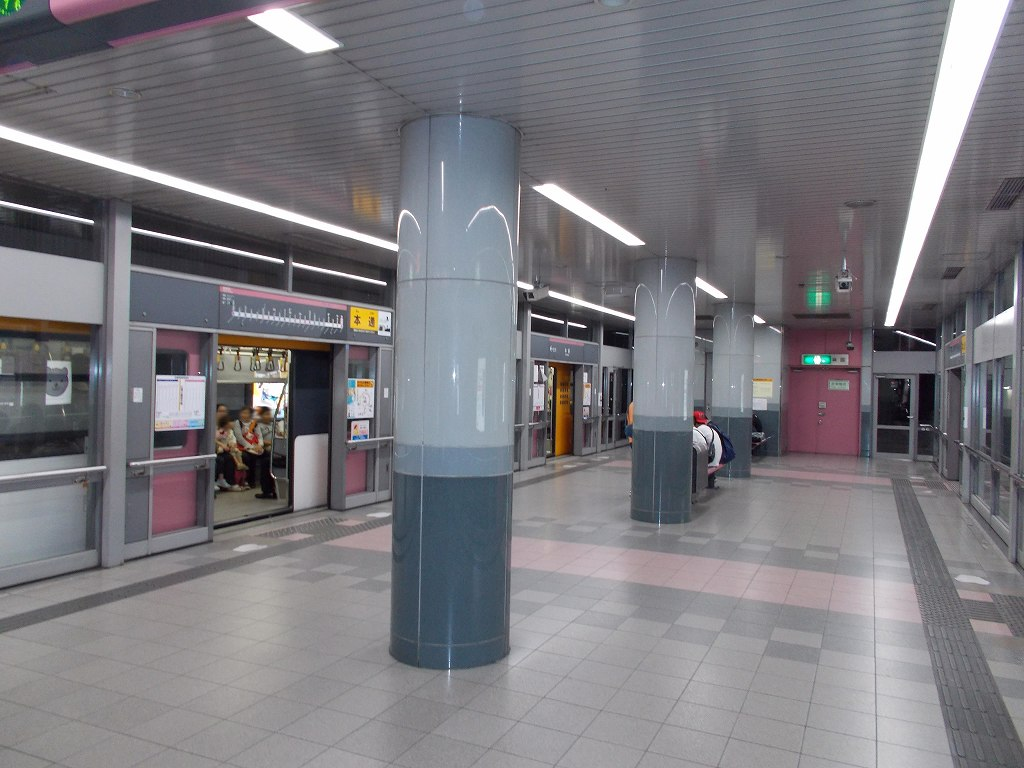
Quai de la station

### Intermodalité
La station est en correspondance avec l'arrêt Hondori du tramway d'Hiroshima (lignes 1, 3 et 7).

## Dans les environs
- Parc du Mémorial de la Paix de Hiroshima